# 原始生命体
原始生命体（げんしせいめいたい、羅: Protobionta、英: Protobiont）とは化学進化による生命誕生直後の状態を有する生命のことである。現在の研究では共通祖先は古細菌および細菌にそれぞれ進化したとされているが、共通祖先が誕生する以前の生命についても論じられており、そのような生命を『原始生命体』と定義する。記事の内容では共通祖先と重複する部分はあるが、時系列的には
1. 化学進化
2. 原始生命体
3. 共通祖先
4. 細菌と古細菌

という順番で進化が行なわれたと定義されている。なお、本記事では共通祖先では余り論じられなかった初期の生命の遺伝、代謝などの生化学について記述する。
別名、原始生命、原始細胞、共通祖先以前、など。

## 原始生命体と共通祖先の具体的な違い
上記に述べているが、原始生命体と共通祖先の違いとは、第一に『定義されている時間がことなる』点である。ただし、この時間自体は柔軟に考えられ、ある程度の重複が存在したと考えられる。
また、共通祖先という概念自体はカール・ウーズが古細菌を発見し、3ドメインの系統樹を描いた結果、細菌と古細菌はもともと1つの系統から分化したという系統樹の結果から生まれたものである。一方、原始生命体は化学進化による生命誕生以降の細胞（あるいは生命としても良いかもしれない）を定義したものであり、その概念を生じた発想は異なる。
- 共通祖先：生物進化による生命の起源を論じた結果生じた概念
- 原始生命体：化学進化による生命の起源を論じた結果生じた概念

つまり、化学進化によるものがより古い部分を論じていることから、それらの論じている時間のずれが生じるという第一の違いとリンクされる。
また共通祖先はその生化学がほとんど論じられることは無く、遺伝的仕組みを有するか否か、のみが論じられ、それぞれ共通祖先を意味する異語が提案されている（コモノート、プロゲノート、センアンセスター、詳しくは共通祖先を参照）。一方原始生命体は科学的な実証が行なわれることは無いが既存の生物群より、その細胞の形態、代謝系、ゲノムサイズあるいは進化が論じられる。

## 原始生命体の細胞
生命の起源でも述べているが生命誕生を論じるうえではどのような物体が生命なのかということを定義しなければならない。生命の起源の記事では、
1. 代謝系を有する。
2. 細胞という形状を有する。
3. 自己複製が可能である。

という上記の3点を有する物質が生命と定義された。したがって、原始生命体とはいえ上記の3点を有しなければ生命とはいえないとしたいところだが、表面代謝説に代表される生命の起源に関する多くの新説の提案よりこの定義すら曖昧になりつつあるのが現状である。
原始生命体の細胞、あるいはその生命のあり方は多くの提案がなされているが、オパーリンの提案したコアセルベート説によると、
- アミノ酸、核酸、脂質等有機物が複雑に重合したミセル

が原始生命体に進化したとしている。ただし、どのようなミセルが生命となったかという点については、上記3点の定義を有するものとしている。
1988年にドイツ人弁護士ギュンター・ヴェヒターショイザーによって提案された表面代謝説では、
- 黄鉄鉱上に吸着したアミノ酸、核酸、脂質などが触媒（そのまま黄鉄鉱がその役割を果たした）され、構築された代謝系

が原始生命体に進化したとしている。この表面代謝説では生命の定義として代謝系を有することと言うよりはむしろ、代謝系そのものが生命と考えられている。そして
- 吸着しやすい炭化水素（イソプレノイドアルコール）からなる膜脂質が表面代謝系ごと遊離したもの

が、細胞を有する生命が誕生したというモデルへとつながる。
東京薬科大学の大島泰郎教授によると、コモノート以前の生命は、
- 個体ゲノムは代謝系を構築できず、個体間同士の遺伝子産物の交換によって代謝系を構築していた

としている。この後、1つの細胞内に遺伝子が集合し個体内での完全なる代謝系を構築したものがコモノートへ進化したというモデルへつながる。この説は化学進化的考えよりはむしろ生物進化的考えに近いものがあるが、代謝系は遺伝的仕組みが成立していない複数の個体間で行なわれていたという点で原始生命体のあり方に信憑性を持たせた。
様々なフェーズの生命が原始生命体1つとっても論じられるが、やはり表面代謝や進化することが不可能な細胞間代謝によって形作られる生命の生化学を論じることは困難である。したがって、本項においては生命の定義3点を有する最初の生命を原始生命体とする。

### 代謝系
代謝系と一口に言っても、高等生物を含め極めて多様なものが既存の生物には存在している。しかしながらその最も基本的なものはエネルギー代謝系に他ならない。異化代謝（呼吸）および同化代謝の歴史を考えると、異化代謝のほうが早く成立したと考えられている。さらに、呼吸の中でも酸素呼吸よりも嫌気呼吸のほうが歴史が古く（酸素呼吸は硝酸塩呼吸から進化したとされている）、嫌気呼吸よりも発酵のほうが必要な酵素も少なくゲノムサイズの小さかった原始生命体に適していると考えられている。
- 光合成：約27億年前に成立
- 酸素呼吸：光合成よりも古い時代に成立（正確な年代は不明だが35億年前には成立していたと考えられる）
- 嫌気呼吸：酸素呼吸の祖先型であるとされている
- 発酵：解糖系を含めた最もコンパクトな代謝系、成立年代も早いと考えられる

発酵は全生物がその代謝系を有し、生物の単系統を論じることが既に可能となる。最終産物の名称によって発酵の名称は異なるが、その中核となる解糖系はほぼ全生物で共通と言われてきた。
解糖系は、
- エムデン-マイヤーホフ経路（EM経路）
- エントナー-ドウドロフ経路（ED経路）

の2種類が存在する。ED経路ではNADP+を用いるなど細かい違いはあるがその共通点は、
- リン酸化された中間体を生じる

という点にある。しかしながら、古細菌の一部にはリン酸化された中間体を生じない特異な解糖系を有するものが見つかっている。糖をリン酸化する理由として
- 細胞外への物質の拡散を防ぐため

と考えられてきたが、古細菌の特異な代謝系はその考えも覆した。古細菌は原始生命体であると主張する表面代謝説では細胞外という概念の無い時代の名残であるという説明が可能である。

#### 従属栄養か独立栄養か
原始生命体は炭素源として何を利用していたのかということも争点になっている。この点は生命の起源の項でも指摘済みである（従属栄養および独立栄養の詳細については栄養的分類を参照）。簡単に書いておくと
- 従属栄養：炭素源を有機物に依存
- 独立栄養：炭素源に二酸化炭素を利用できる

生命の起源以前の化学進化によるとユーリー-ミラーの実験でも示されたように、高温および火花放電などのエネルギーを加えることによってアミノ酸など有機物が蓄積していくモデルはすでに成立している。また地球形成過程で降り注いだ隕石中には既にアミノ酸、糖などの生命を形作る有機物が見つかってきている。オパーリンは原始生命体は原始海洋中に既に存在していた有機物を代謝する従属栄養生物であったとしている。
一方、近年の説では原始生命体は独立栄養的であったとする説が多く、これは主に1970年代に深海熱水孔で化学合成独立栄養細菌群に依存する（太陽エネルギーに依存しない）独自の生態系を発見したことによる。地球成立当初は太陽エネルギーに乏しく、海底の大半が熱水孔のような状況にあったと考えられている。ヴェヒターショイザーは原始生命体は独立栄養生物であり、糖新生系の逆反応がそのまま解糖系になり従属栄養生物に進化したと考えている。
原始地球のエネルギーの出所を考えると地球内部からの熱エネルギー、火花放電、ガスの放出などがあげられるが、この全てがこの論争のよりどころになっているためどちらが先に登場したかという点については意見が分かれるところである。一方、生物進化の観点から見ると系統樹上、根が深い生物群はそのほとんどが化学合成独立栄養的に生育し、好熱性を示すという結果が出ている。

### ゲノムサイズ
原始生命体のゲノムサイズを考えるということは、そのまま『生命とは何か』という命題への証明に他ならない。つまり生命の有する最小のゲノムを考えるということである。原始生命体が『最小のゲノム』を有していたと決め付けるには早計といわざるを得ないが、系統樹上、根の深い生物群のゲノムは小さい傾向にある。
最小のゲノムを有する現存の生物は、ドメイン細菌のCandidatus Nasuia deltocephalinicola（ゲノムサイズは11万2091塩基対）である。この数字は既存の生物の中では桁違いに小さく、一部の葉緑体ゲノムよりも小さい。この生物はアブラムシの細胞内に共生、しかも世代を超えて垂直伝播することから、細胞小器官と細菌の境界に位置していると考えられる。代謝系の大部分を欠き、遺伝子関連の酵素も欠き始めている。
他の生物の細胞内に共生しているものを除いた自立している生物の中で最小のゲノムを持つ生物は、ナノ古細菌に属するNanoarchaeum equitans である（ゲノムサイズは49万塩基対）。この生物もクレン古細菌に属する超好熱菌 Ignicoccus hospitalisの細胞表面に付着して生活しており、厳密な意味で独立生活を送っているとは考えにくい。事実、アミノ酸、ヌクレオチド、脂質の代謝系のほとんどを欠いている。
また、完全独立生活を行なう生物で最小のゲノムを有するのは、ユーリ古細菌のMethanothermus fervidusである（ゲノムサイズは124万3342塩基対）。
Ca. N. deltocephalinicola などの細胞内寄生体を除くと、ドメイン細菌においてはマイコプラズマと言われる細胞壁を有しない特殊な微生物が最小のゲノムを有している（ゲノムサイズは56万塩基対）。こちらも独立生活を行なわず哺乳類の細胞内などに寄生し何らかの病症をホストに及ぼす。N. equitans ともに独立生活を行えないという点で厳密な意味での生命の定義から外れるが、単位膜系、代謝系、自己増殖能を持つという点では生命の定義には反しない。
また、代謝系から逆算して最低限のゲノムを類推することもなされているが、こちらは研究者によってまちまちで遺伝子数100〜300という結果が出ている。平均的な大きさの遺伝子は1000塩基対なので大体10万〜30万塩基対というところであり、N. equitans に近い値である。

### 進化
原始生命体の進化速度を考える上で、以下の点について考える。
- 変異原（紫外線、宇宙線など）
- 自己複製時の正確さ
- 変異修復機能の有無
- ジーントランスファー（遺伝子の水平伝播）の有無

原始海洋中で生命は発生したとすれば、生命誕生当時紫外線や宇宙線をさえぎるバリアーはほとんど存在しなかったと考えてよい。したがって変異原の存在は申し分なかったと考えても良い。
自己複製の際にゲノムの変異が入ることは、微生物の世界ではよくあることだが、その頻度はそのまま進化速度の速さに繋がる。古細菌は進化速度が遅いとされているが、DNAポリメラーゼに校正機能が付属している点は見逃せない。それほど複雑なサブユニットを構築できなかったであろう生命誕生当時、DNAポリメラーゼの機能は現在のものよりもはるかに劣るものであったかもしれない。
変異修復機能に関しては、全生物が等しく共有する酵素であるフォトリアーゼ（光回復酵素）がその証左となると考えられる。全生物が有する点から原始生命体もフォトリアーゼを有していたと考えられるが、そのことに言及した研究は意外に少ない。
ジーントランスファーは、上記の大島の原始生命体モデルによれば、多くの遺伝情報のやり取りが行なわれたと考えてよい。今日でも、頻繁に遺伝子の移動が行なわれている点を考えれば、原始生命体にもそのような機構が存在したと考えても良いだろう。酵素の機能単位であるドメイン、あるいは構造単位であるモジュールに該当する遺伝子が盛んに移動を繰り返したとされる『エキソンシャフリング』はこの仮説に通じるものがある。